# Блез Сандрар
Блез Сандра́р (фр. Blaise Cendrars, настоящее имя — Фредерик-Луи Созе, фр.  Frédéric-Louis Sauser; 1 сентября 1887, Ла-Шо-де-Фон, кантон Невшатель — 21 января 1961, Париж) — швейцарский и французский писатель, поэт, военный корреспондент, дизайнер.

## Биография и творчество
Родился в семье коммерсанта, выходца из Берна, в доме говорили по-французски. Сначала много ездил по свету с родителями, потом всю жизнь переезжал с места на место, бывал в Китае, Монголии, Африке, Бразилии, США и других местах, сменил несколько профессий. В 1905—1907 годах оказался в Санкт-Петербурге, стал свидетелем Первой русской революции. В 1912 году опубликовал за свой счёт новаторский сборник стихов «Пасха в Нью-Йорке», близких к кубизму в пластике и глубоко повлиявших на современников. Сблизился в Париже с Аполлинером, Шагалом, Леже, Модильяни (художник написал портрет Сандрара), Архипенко, Соней и Робером Делоне. Соня Делоне иллюстрировала авангардистскую поэму-коллаж Сандрара «Проза о транссибирском экспрессе и маленькой Жанне Французской» (1913); в этом жанре своего рода киномонтажа работали потом Аполлинер (стихотворение «Зона»), Висенте Уидобро (поэма «С экватора»). Участвовал в Первой мировой войне, был ранен, лишился правой руки. В 1916 году стал гражданином Франции. Воевал в составе 2-го маршевого полка 2-го иностранного полка Французского Иностранного легиона.
Всегда живо интересуясь всем новым, Сандрар увлёкся кино, снимался у Абеля Ганса, а потом работал у него ассистентом. Сотрудничал с труппой «Шведского балета» в Париже, в частности, с композитором Дариюсом Мийо, на основе африканских мифов написал для него либретто балета «Сотворение мира» (1921, поставлен в 1923, с декорациями Фернана Леже). Был также первоначальным автором либретто последнего нашумевшего балета Эрика Сати, поставленного «Шведским балетом» (декабрь 1924) в сильно переработанной версии Франсиса Пикабиа под дадаистским названием «Спектакль отменяется». В том же 1924 году выпустил поэтический сборник-мистификацию «Кодак», составленный из фрагментов романа Гюстава Леружа «Таинственный доктор Корнелиус».
После 1925 года Сандрар больше не писал стихов. Автор новелл и романов, репортёрских очерков. Написал несколько киносценариев (по одному из них, «Золото Зутера», написанному на основе сандрарова романа «Золото», собирался ставить в Голливуде фильм С. Эйзенштейн).

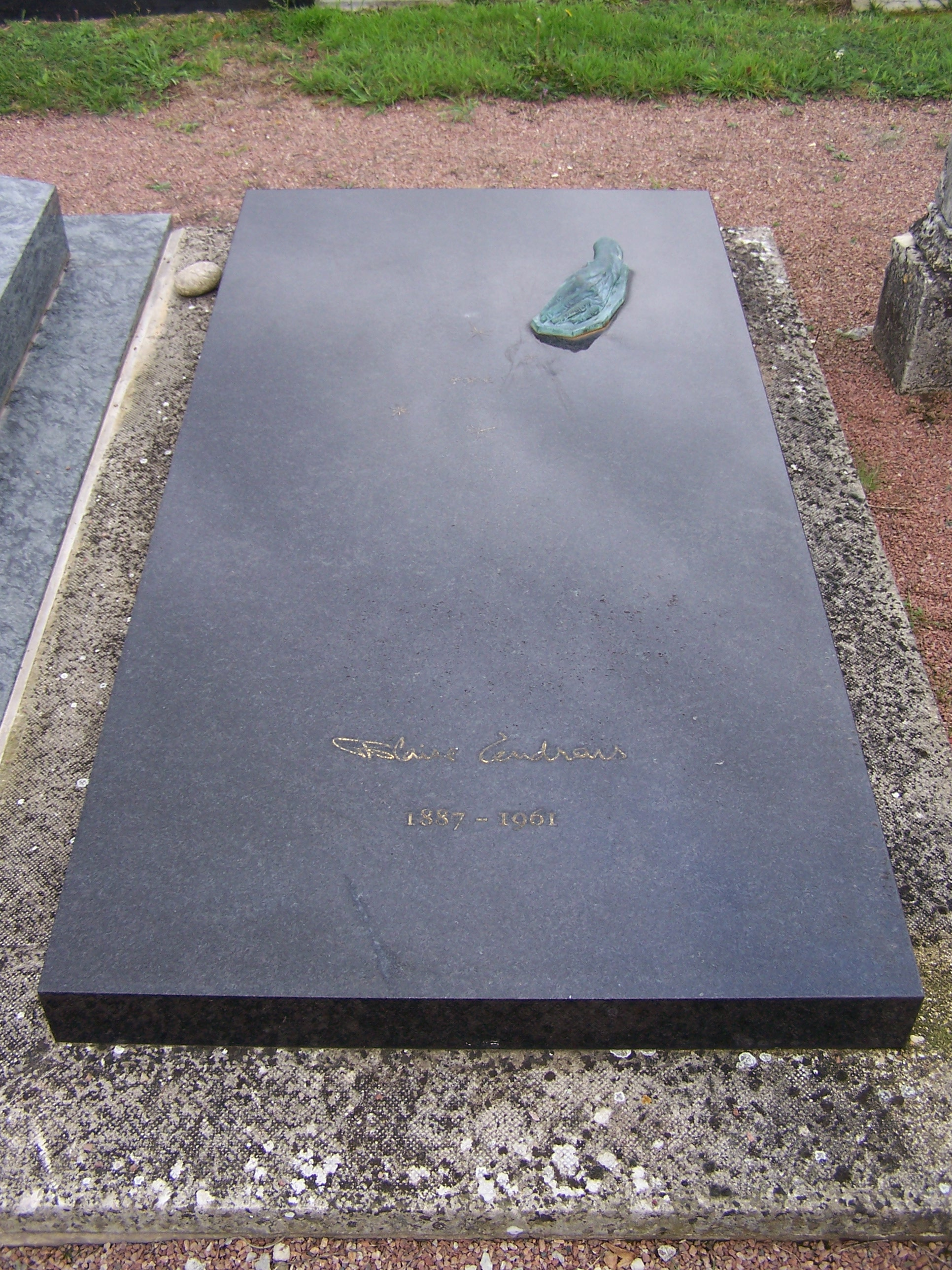
Надгробие Сандрара, Трамбле-сюр-Модр

В начале Второй мировой войны работал военным корреспондентом, после вторжения гитлеровских войск во Францию укрылся в Экс-ан-Провансе и три года ничего не писал. Вернулся к литературе, создав автобиографическую тетралогию (1945—1949). Сблизился с фотографом Робером Дуано, писал о его работах; Дуано оставил серию фотопортретов Сандрара.
Писатель умер 21 января 1961 года и был похоронен на парижском кладбище Батиньоль. Его близкий друг Марк Шагал после смерти поэта написал: «Я любил его поэмы, как мой родной город, как мое прошлое, как свет солнца. Его душа и его краски на моей палитре, они причитают и плачут».
В 1994 году его прах был перезахоронен на кладбище городка Трамбле-сюр-Модр в департаменте Ивелин, где Сандрар имел дом.

## Признание
Кавалер Ордена Почётного легиона (1960), лауреат Большой литературной премии Парижа (1961). В 1978 году создана Международная ассоциация Блеза Сандрара.

## Произведения

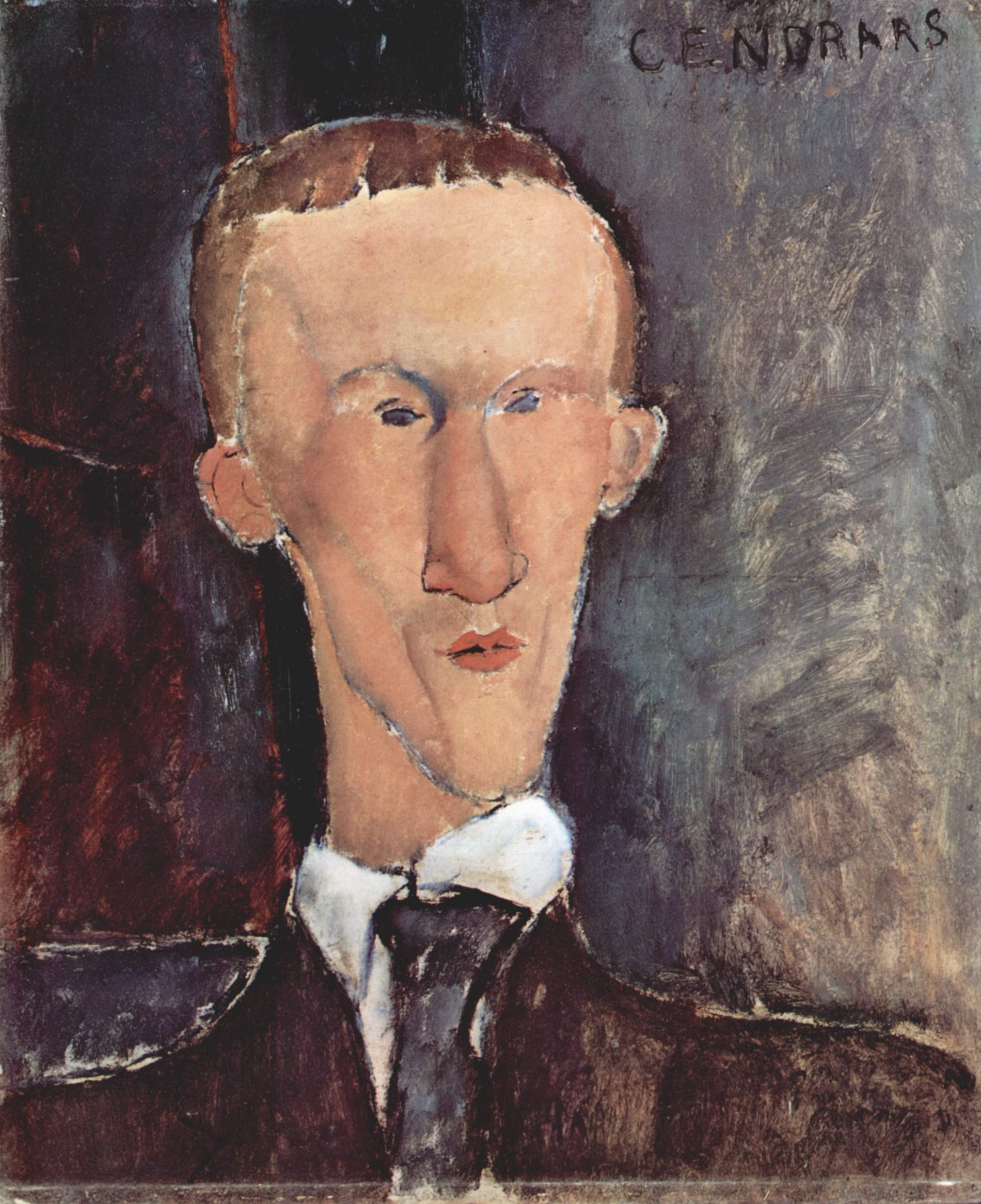
Портрет работы Амедео Модильяни (1917)

### Стихи
- La Légende de Novgorode (1907, опубл.1996)
- Séquences (1912)
- Les Pâques à New York (1912)
- La Prose du transsibérien et de la petite Jehanne de France (1913)
- La Guerre au Luxembourg (1916)
- Le Panama ou les aventures de mes sept oncles (1918)
- 19 Poèmes élastiques (1919)
- Feuilles de route (1924)
- Kodak. Documentaires (1924)

### Романы и рассказы
- J’ai tué (1918, с иллюстрациями Ф.Леже)
- L’Or (1925, роман об американском авантюристе-золотоискателе)
- Moravagine (1926, роман)
- Petits contes nègres pour les enfants des blancs (1926, по мотивам африканских мифов)
- Les Confessions de Dan Yack (1929, роман, номинирован на Гонкуровскую премию)
- Rhum — L’aventure de Jean Galmot (1930, роман-репортаж)
- Hollywood, la Mecque du cinéma (1936, роман-репортаж)
- L’Homme foudroyé (1945, первая книга автобиографической тетралогии)
- La Main coupée (1946, вторая книга)
- Bourlinguer (1948, третья книга)
- Le Lotissement du ciel (1949, четвёртая книга)
- Emmène-moi au bout du monde! (1953, роман)

## Публикации на русском языке
- Золото. — М., 1926.
- Дурной судья // Французская новелла двадцатого века, 1900—1939. — М.: Художественная литература, 1973. — С. 432—436.
- Сандрар Б. По всему миру и вглубь мира / Перевод М. П. Кудинова ; статья и примечания Н. И. Балашова ; ответственный редактор Н. И. Балашов. — М. : Наука, 1974. — 231 с. — (Литературные памятники / Председатель ред. коллегии Д. С. Лихачёв).
- Азбука кино. Интервью о кино // Из истории французской киномысли: Немое кино, 1911—1933. — М.: Искусство, 1988. — С. 37—45.
- Сандрар, Б. Маленькие негритянские сказки для белых детей / Блез Сандрар; худож. Жаклин Дюэм; перевод с фр. О. А. Каменевой. — М.: Рудомино, 1993. — 88 с. + 8 с. : ил.
- Стихотворения / Пер. В. Парнаха // Семь веков французской поэзии в русских переводах. — СПб.: Евразия, 1999. — С. 561—562.
- Принц-потрошитель, или Женомор. — М.: Текст, 2005.
- Золото. — М.: Текст, 2008.
- Ром. Тайная жизнь Жана. — М.: Текст, 2010.
- Стихотворения / Пер. с фр., сост., коммент. и послесл. М. Яснова. — М.: Текст, 2016. — На фр. и рус. языках.